# Veiga de Lila
Veiga de Lila is een plaats (freguesia) in de Portugese gemeente Valpaços en telt 330 inwoners (2001).